# Вартові галактики: Святковий спецвипуск
«Вартові́ гала́ктики: Святко́вий спецви́пуск» (англ. The Guardians of the Galaxy Holiday Special) — американський телевізійний спецвипуск, створений, написаний і зрежисований Джеймсом Ґанном для потокового сервісу Disney+, заснований на команді супергероїв Marvel Comics «Вартові Галактики».
Головні ролі зіграли Кріс Пратт, Зої Салдана, Дейв Батіста, Він Дізель, Бредлі Купер, Карен Ґіллан і Пом Клементьєв, які повторять свої ролі з серії фільмів. Ганн працював над концепцією спеціального фільму кілька років, перш ніж його було оголошено в грудні 2020 року.
Святковий спецвипуск вийшов на Disney+ 25 листопада 2022 року і став завершенням четвертої фази КВМ. Він отримав позитивні відгуки від критиків за гумор, режисуру Ґанна та гру акторів.

## Сюжет
Вартові Галактики придбали Ніденію у Колекціонера і взяли собаку Космо як нового члена. З наближенням Різдва Креглін розповідає Вартовим історію дитинства про те, як Йонду зіпсував Різдво для Пітера Квіла. Мантіс обговорює з Драксом пошук ідеального різдвяного подарунка для Квіла, який все ще перебуває в депресії після втрати Гамори. Після мозкового штурму вони вирішують вирушити на Землю та повернути героя дитинства Квіла, Кевіна Бейкона.
Мантіс і Дракс прибувають до Голлівуду, Лос-Анджелес і шукають Бейкона. Провівши час у Китайському театрі Граумана, Голлівудській алеї слави та барі, вони отримують карту резиденцій знаменитостей і знаходять будинок Бейкона в Беверлі-Гіллз. Бейкон, який чекає на повернення додому своєї сім'ї, наляканий появою Мантіс і Дракса, намагається втекти. Поліція прибуває на допомогу, але Мантіс вводить їх і Бейкона в транс, перш ніж забрати Бейкона з собою. Повернувшись до Ніденії, Мантіс і Дракс розчаровані, дізнавшись, що Бейкон — актор, а не справжній герой.
Пізніше Вартові здивували Квіла святкуванням Різдва, але Квіл з жахом дізнався, що Бейкона викрали, вимагаючи повернути його додому. На новому космічному кораблі Вартових Бейкон дізнається від Крегліна, як він надихнув Квіла на героїзм, і вирішує відсвяткувати Різдво з Вартовими перед поверненням додому.
Після святкування Квіл розповідає Мантіс, що Йонду зрештою передумав щодо Різдва і подарував йому пару бластерів, які тепер служать його основною зброєю. Мантіс розповідає йому, що вона є зведеною сестрою Квіла, після того, як багато років відмовлялася розповісти йому правду через страх нагадати йому про злочини його батька.

## Акторський склад
| Актор                  | Роль                       |
| ---------------------- | -------------------------- |
| Кріс Пратт             | Пітер Квіл / Зоряний Лицар |
| Бредлі Купер (голос)   | Ракета                     |
| Дейв Батіста           | Дракс Руйнівник            |
| Він Дізель (голос)     | Ґрут                       |
| Пом Клементьєв         | Богомолиця                 |
| Карен Гіллан           | Небула                     |
| Шон Ганн               | Краглін                    |
| Майкл Рукер            | Йонду                      |
| Марія Бакалова (голос) | Космо                      |
| Девід Московіц         | Санта-Клаус                |
| Кевін Бейкон           | в ролі самого себе         |

## Виробництво

### Зйомки
Зйомки спеціального фільму відбувалися в Атланті, під час виробництва фільму «Вартові Галактики 3». Зйомки розпочалися 8 листопада 2021 року й тривали до квітня 2022 року.

## Випуск
Святковий спецвипуск вийшов на Disney+ 25 листопада 2022 року Він став частиною четвертої фази КВМ.

## Зовнішні посилання
- Офіційний сайт at Marvel.com
- Вартові галактики: Святковий спецвипуск на сайті IMDb (англ.)